# Bedahan (Sawangan)
Bedahan is een bestuurslaag in het regentschap Depok van de provincie West-Java, Indonesië. Bedahan telt 22.191 inwoners (volkstelling 2010).